# Filovci
Filovci is een plaats in Slovenië en maakt deel uit van de gemeente Moravske Toplice in de NUTS-3-regio Pomurska. De plaats telde 504 inwoners op 1 januari 2020.